# Robert Boyd
Robert Boyd (Londonderry, 7 de diciembre de 1805 - Málaga, 11 de diciembre de 1831) fue un antiguo oficial de origen irlandés del ejército de la Compañía Británica de las Indias Orientales que acompañó al general José María de Torrijos en su insurrección contra el absolutismo de Fernando VII, siendo fusilado el 11 de diciembre de 1831 en las playas de San Andrés. Robert Boyd aparece retratado en el cuadro de Antonio Gisbert titulado Fusilamiento de Torrijos y sus compañeros en las playas de Málaga.

## Primeros años

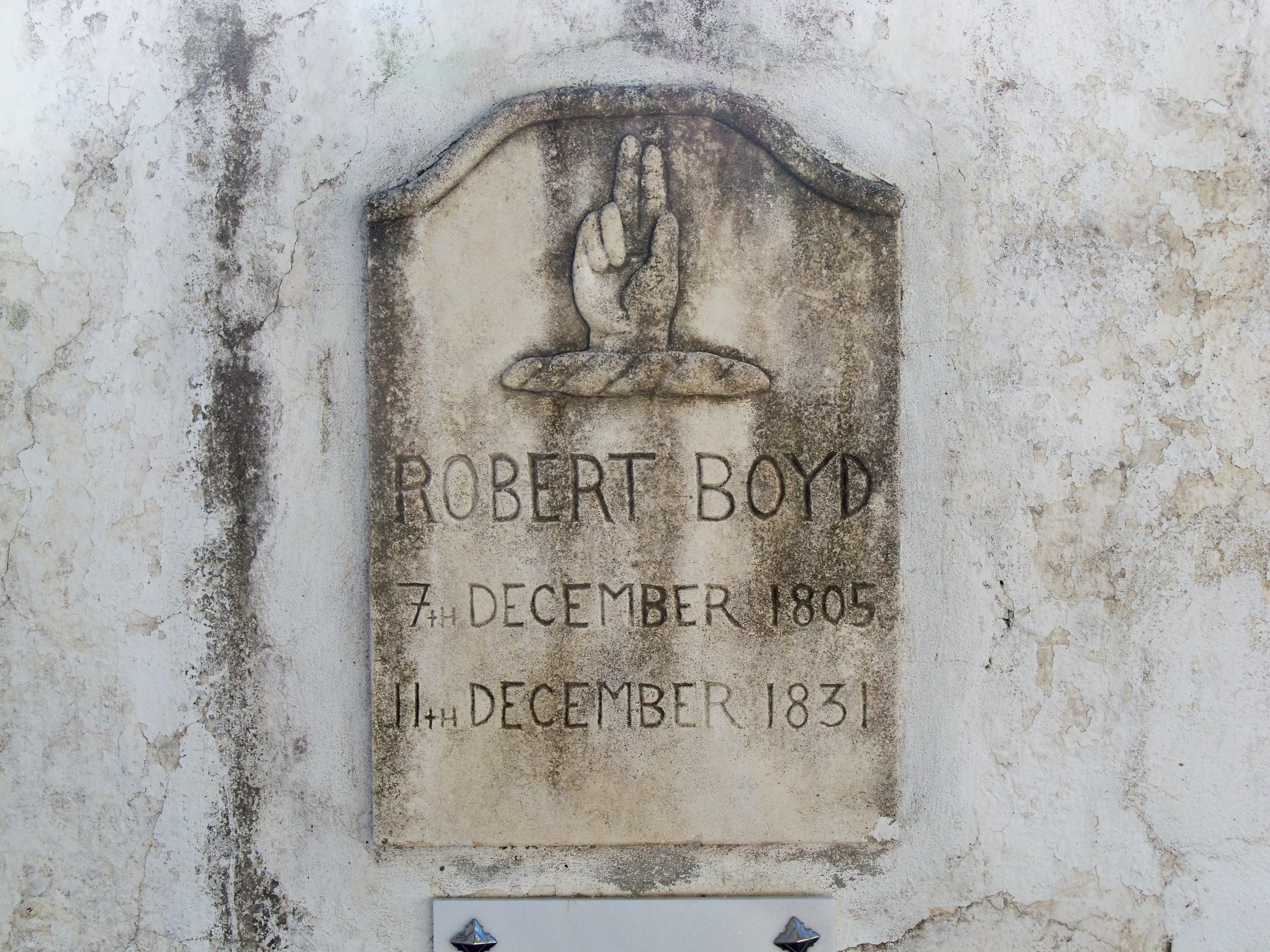
Lápida dedicada a Robert Boyd en el recinto primitivo del Cementerio Inglés de Málaga.

Fue el tercero de cuatro hermanos de una familia acomodada, hijo de Archibald Boyd, tesorero de Londonderry, y Anne McNeill, natural de Escocia.
En 1824, al cumplir diecinueve años de edad, Robert decidió alistarse en el ejército, sirviendo como cadete en el ejército de la Compañía Británica de las Indias Orientales. En 1826 ascendió a teniente y fue destinado como voluntario al 65.º Regimiento Nativo de Infantería en la ciudad de Mutra, India, trasladándose posteriormente a Agra. Allí se alistó como voluntario para luchar en la guerra de la independencia de Grecia contra el imperio Otomano.

## Pronunciamiento de Torrijos

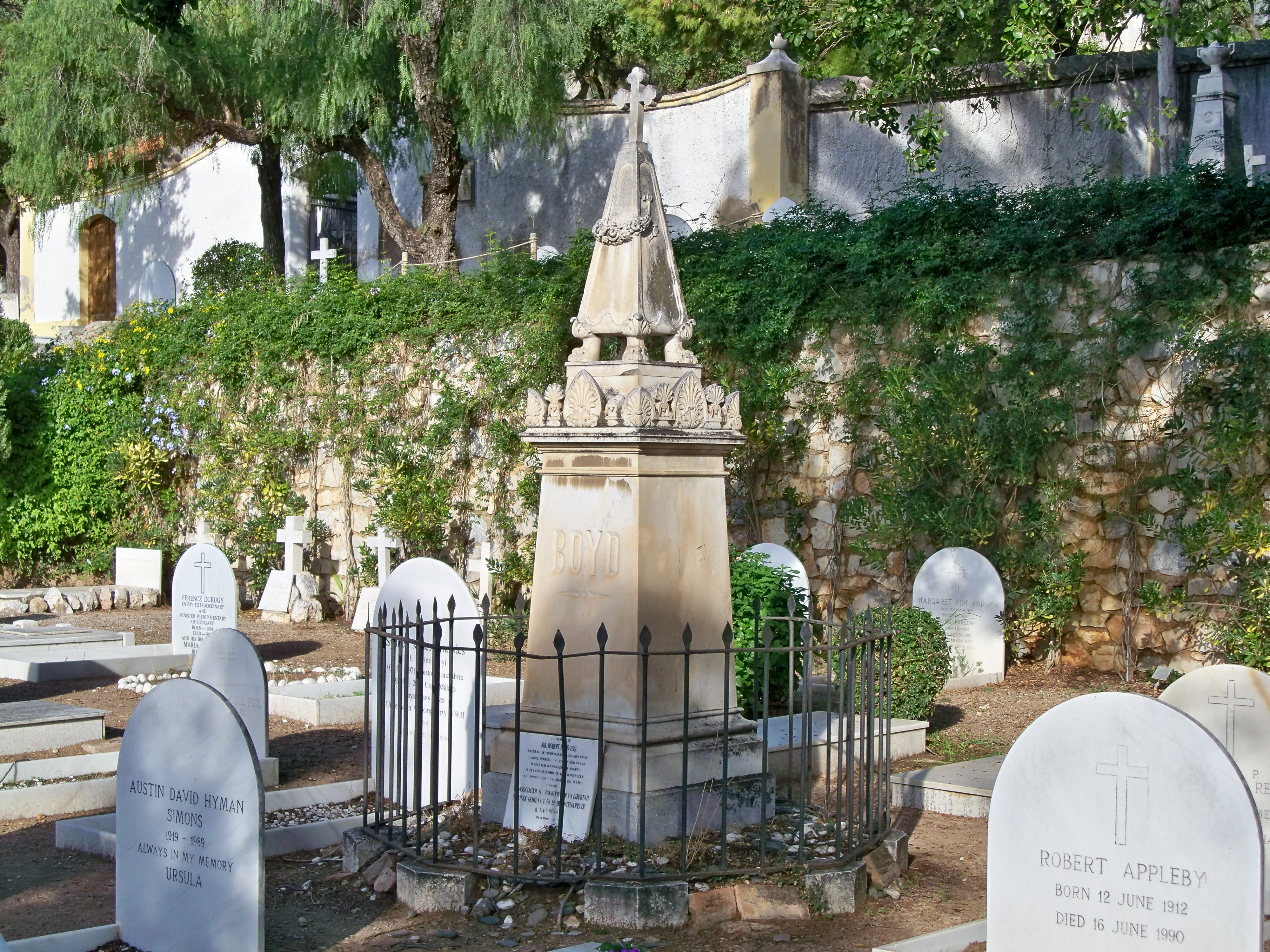
Cenotafio dedicado a Robert Boyd en el Cementerio Inglés de Málaga.

En 1829, volvió a su ciudad natal deseoso de aventuras a las que destinar la cuantiosa herencia que había recibido, unas cuatro o cinco mil libras. Su primo John Sterling, hijo del influyente redactor del Times, había organizado un grupo de jóvenes intelectuales denominado los Apóstoles de Cambridge que se dedicaban a colaborar con el general español José María de Torrijos, exiliado en Londres, en su conspiración para derrocar el régimen absolutista del monarca Fernando VII. Boyd decidió unirse a los planes de los liberales españoles y destinar la herencia a su causa, además de su propia participación en la empresa, haciendo saber a Torrijos «que su existencia y sus haberes eran patrimonio de la libertad, que no consideraba prerrogativa de determinados pueblos, sino la diosa benéfica que debía reinar en toda la tierra».
Tras el fracaso de la conspiración y del pronunciamiento de Torrijos, Boyd acabó siendo fusilado con el resto de sus compañeros en la playa de San Andrés el día 11 de diciembre de 1831. Robert escribió una última carta a su hermano William desde el refectorio del Convento de San Andrés donde se encontraban recluidos.
Su cuerpo fue enterrado por el cónsul británico William Mark en el Cementerio Inglés de Málaga, que se había terminado cuatro meses antes. Robert Boyd fue la segunda persona inhumada en el recién inaugurado cementerio,la primera dentro de los muros del cementerio primitivo.

## Reconocimientos

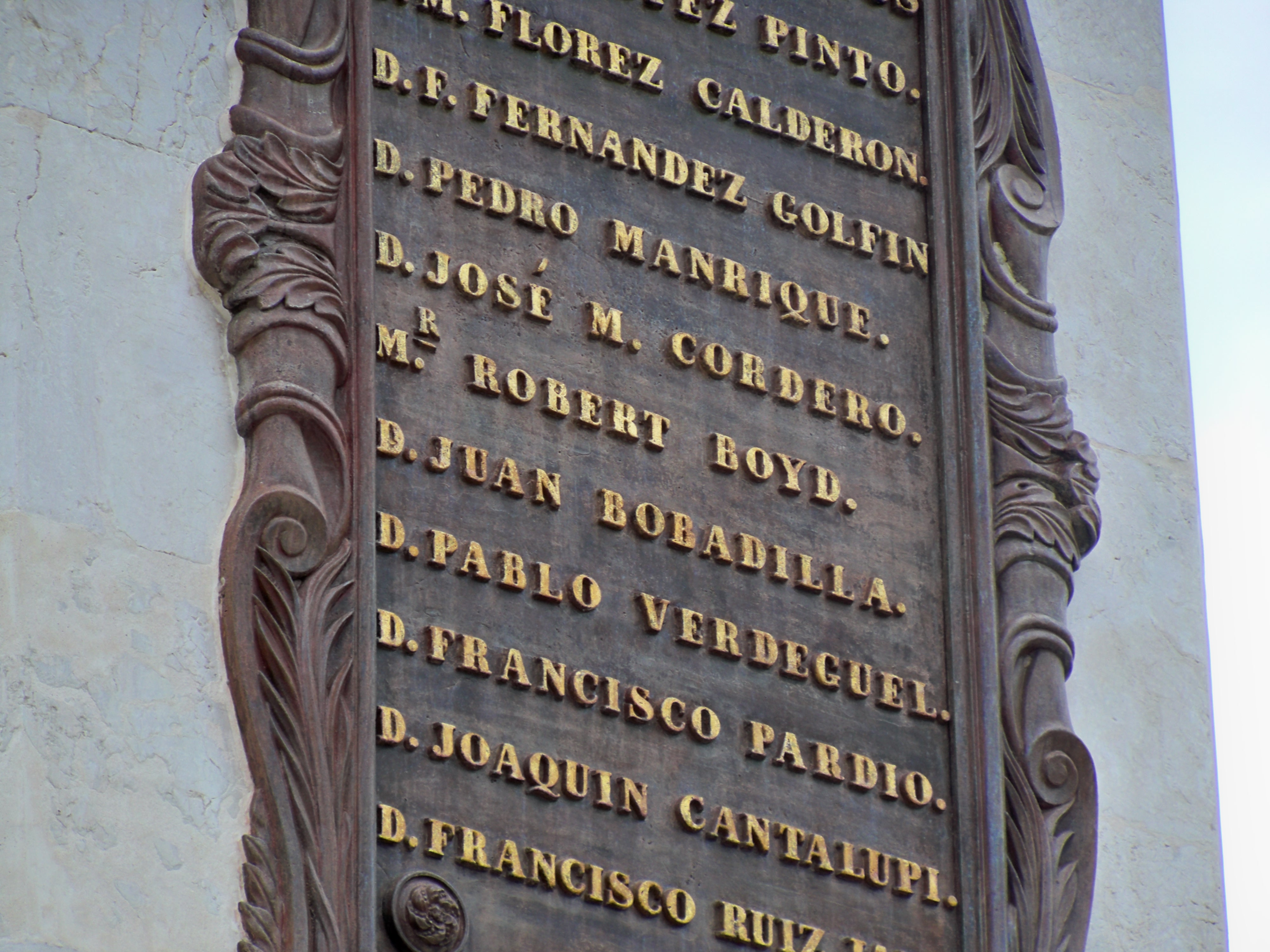
El nombre de Robert Boyd en la cara sur del monumento a Torrijos situado en la plaza de la Merced de Málaga.

Su nombre figura en el monumento a Torrijos situado en la plaza de la Merced de Málaga.También cuenta con un cenotafio en el Cementerio Inglés, una lápida y placa conmemorativa instalada en el año 2004 por la asociación Torrijos 1931 junto al lugar donde se cree que puede estar su tumba, dentro del recinto primitivo del cementerio.
El Ayuntamiento de Málaga aprobó en pleno municipal del 31 de enero de 2002 dedicarle una calle en el barrio de Huelin, aunque no se inauguraría hasta el 6 de diciembre de 2004.
La iglesia de San Agustín, en Derry, ciudad natal de Boyd, cuenta con una placa conmemorativa que recuerda su intento de derrocar el absolutismo en España.
En 2021, la Universidad de Málaga creó los premios España-Irlanda. Entre ellos, el Premio Robert Boyd, que se concedería a trabajos de investigación centrados en las relaciones históricas entre España e Irlanda.